# Нарвское водохранилище
На́рвское водохрани́лище (эст. Narva veehoidla) — водохранилище озёрного типа на реке Нарве и её притоке Плюссе. Расположено на границе России (Ленинградская область) и Эстонии (уезд Ида-Вирумаа). Высота над уровнем моря — 24 м.
Образовано плотиной (длина 206 м), перекрывающей русло реки Нарва (максимальный статический напор 25 м), и водоподпорными сооружениями Нарвского гидроузла (земляные дамбы общей длиной 1647 м, объёмом 575,5 тыс. м³ грунта), расположенного в южной части Ивангорода (Ленинградская область). Строительство и заполнение водохранилища осуществлены в 1950—1955 годах.
Гидроузел включает в себя здание Нарвской ГЭС мощностью 125 МВт, спроектированной институтом Ленгидропроект.
Левобережная (западная) часть плотины и водохранилища находятся на территории Эстонии.
Площадь водохранилища — 191,4 км², из которых более 150 км² принадлежат России и около 40 км² — Эстонии. Объём — 0,365 км³ (365 млн м³), в том числе полезная ёмкость — 91 млн м³. 

## История
В 1950 году был разработан технический проект Нарвской ГЭС. В том же году начались подготовительные работы по строительству. В отличие от подавляющего большинства советских гидроэлектростанций Нарвская ГЭС была спроектирована и построена вне русла реки. Для подвода воды по правому берегу Нарвы был проложен бетонированный водоподводящий канал. Длина канала 2,3 км, глубина 9 метров. Плотина, которая обычно примыкает к зданию станции, была построена на два километра выше по течению реки — за нарвскими водопадами.
Первый гидроагрегат был пущен 30 сентября 1955 года, до конца того же года были введены в эксплуатацию остальные два гидроагрегата. 
Затопление территорий под водохранилище осуществили в 1955 – 1956 годах. Бетонная водосливная плотина и земляные дамбы подняли уровень Нарвы на четыре метра и образовали Нарвское водохранилище. В зону затопления попали деревни, находившиеся на берегах рек Нарва (Сур-Жердянка, Устье-Жердянка, Вяска) и Плюсса (Низы, Усть-Чернова, Ус-Рантова Сланцевского района). При создании водохранилища было затоплено 4030 га сельхозугодий, перенесено 742 строения.